# Kazimierz Skorupski

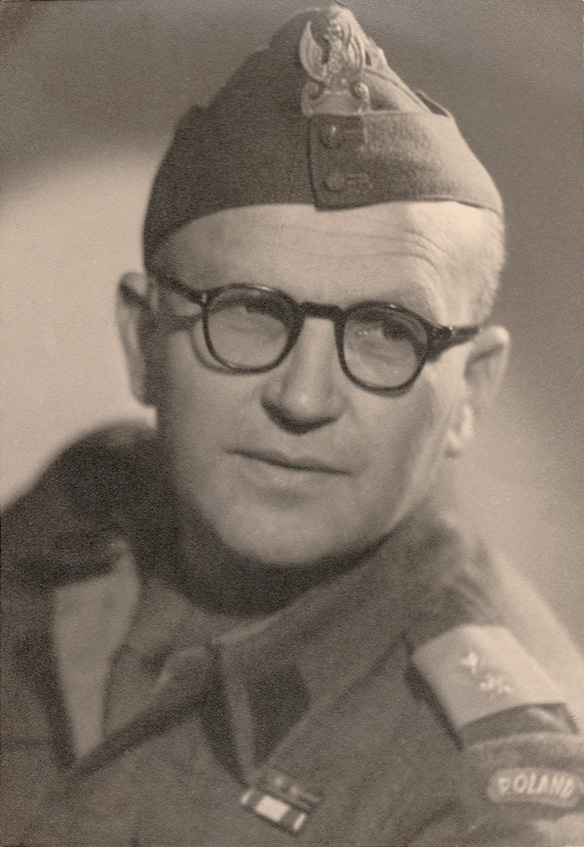
Kazimierz Skorupski, Ales, Francja, 1945

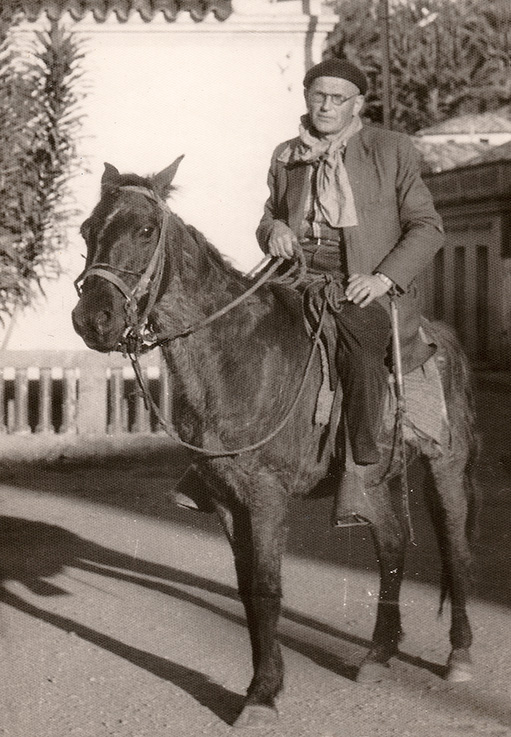
Kazimierz Skorupski, Carandai, Brazylia, 1957

Kazimierz Skorupski, ps. André, (ur. 15 stycznia 1904 w Łucku, zm. 1 lutego 1972 w Warszawie) – polski adwokat, podprokurator, harcmistrz, podróżnik. Instruktor Chorągwi Wołyńskiej ZHP, członek Kręgu Starszoharcerskiego „Stanica”, komendant główny ZHP we Francji w okresie II wojny światowej, porucznik artylerii, czynny członek ruchu oporu w południowej Francji a następnie we Włoszech. Absolwent Wydziału Prawa Uniwersytetu Warszawskiego. Podporucznik 27 Pułku Artylerii Lekkiej w Łucku, oficer łącznikowy III dywizjonu 1 Wileńskiego Pułku Artylerii Lekkiej im. gen. Józefa Bema. Uczestnik kampanii wrześniowej 1939 roku. Raniony pod Świeciem. Uczestnik bitwy pod Dieuze we Francji. Wzięty do niewoli niemieckiej, z której zbiegł. Szef okręgu Polskiej Organizacji Walki o Niepodległość „Monika” grupa Południe w okręgu Ales. Dowódca batalionu Salindres. Organizator i dowódca oddziału partyzanckiego w ramach Forces Françaises de l’Interieur (FFI). Następnie Oficer II Korpusu 17 Pułku Artylerii Lekkiej we Włoszech. W styczniu 1947 wyemigrował do Brazylii. Do Polski wrócił w 1959 roku. Po powrocie z emigracji pracował w Centralnym Instytucie Ochrony Pracy i Metalexporcie. Do czynnej służby instruktorskiej w powojennym harcerstwie nigdy nie wrócił.
Autor podróżniczych audycji radiowych o Brazylii i krótkich, surrealistycznych opowiadań o tematyce wojennej i podróżniczej.
Mąż harcmistrzyni i adwokat Wandy Wachnowskiej-Skorupskiej. Ojciec dwóch synów: Janusza i Andrzeja. Pochowany na Cmentarzu Powązkowskim w Warszawie.

## Życiorys

### Dzieciństwo i młodość
Urodził się w 1904 roku jako drugie dziecko adwokata Franciszka Skorupskiego i Wandy z d. Rzewuskiej. Dzieciństwo spędził w Kowlu i Łucku w zaborze rosyjskim, gdzie jego ojciec prowadził dobrze prosperującą kancelarię adwokacką. Jako uczeń gimnazjalny w czasie wojny polsko-bolszewickiej 1920 roku, służył ochotniczo w 4 Pułku Ułanów Zaniemeńskich. W czerwcu 1922 roku zdał egzamin dojrzałości w Państwowym Gimnazjum im. Tadeusza Kościuszki w Łucku. Studia prawnicze rozpoczął na Uniwersytecie Stefana Batorego w Wilnie, następnie kontynuował je we Lwowie na Uniwersytecie Jana Kazimierza, skąd przeniósł się na Uniwersytet Warszawski, gdzie w 1927 roku uzyskał dyplom magistra prawa. Od czasów szkolnych działał bardzo aktywnie w harcerstwie, podobnie jak jego starsza siostra, harcmistrz Maria Skorupska-Daszkiewicz, komendantka żeńskiej chorągwi wołyńskiej. Kazimierz był też instruktorem Chorągwi Wołyńskiej ZHP, a następnie członkiem Kręgu Starszoharcerskiego „Stanica” we Włodzimierzu.

### II Rzeczpospolita
Z dyplomem ukończenia studiów prawniczych w 1927 roku wrócił do Łucka, gdzie wkrótce objął posadę podprokuratora. W 1928 odbył służbę wojskową w Szkole Podchorążych Rezerwy Artylerii im. Marcina Kątskiego we Włodzimierzu, a później trzykrotnie ćwiczenia wojskowe. Dzięki bardzo dobrej opinii zwierzchników awansował do stopnia podporucznika rezerwy artylerii (ze starszeństwem od 1 stycznia 1932 roku) i został przydzielony do 13 pułku artylerii lekkiej w Równem. W 1929  poznał młodą adwokat Wandę Wachnowską, także bardzo aktywną i zapaloną harcerkę. Para w lipcu 1932 roku wzięła ślub. Małżonkowie początkowo mieszkali w Łucku, gdzie Wanda kończyła aplikację adwokacką. W 1932 roku, po nagłej śmierci ojca Wandy, adwokata Jana Wachnowskiego, małżonkowie objęli wspólnie kancelarię adwokacką we Włodzimierzu. W 1933 roku urodził się ich pierwszy syn - Janusz.

### II wojna światowa
W sierpniu 1939 roku Kazimierz został zmobilizowany do 27 pułku artylerii lekkiej w Łucku. Po wybuchu wojny z Niemcami, 2 września w rejonie Świecia na Pomorzu, jako oficer obserwacyjny III dywizjonu został ranny w rękę. Hospitalizowany w szpitalu garnizonowym we Włocławku, następnie w Ciechocinku, wraz z garnizonem ewakuowany został do Łucka, a następnie zdołał dotrzeć do rodzinnego Włodzimierza. 15 września wraz z żoną Wandą opuścił Włodzimierz aby włączyć się do oddziałów przegrupowującej się armii WP i dalej, czynnie walczyć o wolną Polskę. 17 września rankiem, z wieloma innymi wojskowymi dotarł do Dubna. Tam dowiedział się o wkroczeniu Armii Czerwonej do Polski. Treść komunikatu Kazimierz i Wanda słyszeli osobiście, na placu odpraw komendantów oddziałów. Rozkazem Marszałka Polski generała Edwarda Rydza-Śmigłego, wojsko polskie zostało rozwiązane. Kazimierz poszedł w kierunku granicy z Węgrami, Wanda natomiast wróciła do rodziny do Włodzimierza. O godzinie 14:00, 17 września 1939 roku małżonkowie pożegnali się. Jak się później okazało – na długich dziewiętnaście lat. Kazimierz przedostał się na Węgry, a stamtąd do Francji, gdzie w stopniu porucznika był oficerem łącznikowym III dywizjonu 1 wileńskiego pułku artylerii lekkiej im. gen. Józefa Bema w składzie 1 dywizji grenadierów. Ranny w bitwie pod miasteczkiem Dieuze, 16 czerwca 1940 dostał się do niewoli niemieckiej. We wrześniu tego roku uciekł ze szpitala jenieckiego w St. Die na obszar Francji nieokupowanej. Tam formalnie przebywał w obozie pracy nr 805, w praktyce kierował Komendą Główną ZHP we Francji, działającą za nieformalnym przyzwoleniem władz francuskich. Od października 1941 roku był szefem okręgu Polskiej Organizacji Walki o Niepodległość „Monika” grupa Południe w okręgu Ales i dowódcą batalionu Salindres POWN; prowadzącym akcje wywiadowcze i sabotażowe w górnictwie i na kolei, oraz szkolenie wojskowe młodzieży. Wiosną 1944 roku w rejonie miasta Ales, w ramach Forces Françaises de l’Interieur (FFI) zorganizował mały oddział partyzancki, którym dowodził. Władze FFI nadały mu we wrześniu 1944 stopień kapitana. Od września do grudnia 1944 służył w II Korpusie Polskim we Włoszech jako oficer 17 Pułku artylerii lekkiej. W tym samym roku otrzymał przydział do Francusko-Polskiej Misji Wojskowej we Włoszech. W maju 1945 został komendantem głównym ZHP we Francji. Zdemobilizowany 16 lutego 1948 roku. W styczniu 1947 roku udał się na ponad dwunastoletnią emigrację do Brazylii.

### Emigracja w Brazylii
Obawiając się powrotu do komunistycznej Polski, Kazimierz wybrał emigrację. 12 stycznia 1947 roku wraz z kilkoma przyjaciółmi, statkiem "Campana" wypłynął do Brazylii. Nie mogąc uprawiać tam żadnego z zawodów prawniczych, imał się najróżniejszych zajęć. Pracował min. jako pracownik fizyczny, komiwojażer, laborant w zakładach metalurgicznych, tłumacz i wędrowny fotograf. W 1958 roku przyjechał do niego z Polski osiemnastoletni syn Andrzej, którego Kazimierz nie miał możliwości nigdy wcześniej poznać. Pierwsze spotkanie ojca i dorosłego syna relacjonowała brazylijska prasa: Jornal do Brasil, Diario da Tarde, a nawet amerykański Time.

### Powrót do Polski
Po uzyskaniu zgody władz PRL na powrót do Polski rozpoczął przygotowania repatriacyjne. Do kraju wrócił razem z synem Andrzejem 14 czerwca 1959 roku. W Polsce pracował w Metalexporcie i Centralnym Instytucie Ochrony Pracy jako zastępca kierownika działu dokumentacji i informacji naukowo-technicznej. Wykorzystując swój talent gawędziarski nagrał około 1969 roku dla Polskiego Radia cykl opowieści o swoich przygodach brazylijskich. Zmarł nieoczekiwanie 1 lutego 1972 roku w szpitalu na ul. Lindleya w Warszawie. Pochowany został na Cmentarzu Powązkowskim w Warszawie.

## Ordery i odznaczenia
- Odznaka za Rany i Kontuzje z dwiema gwiazdkami
- Krzyż Walecznych (dwukrotnie)
- Srebrny Krzyż Zasługi z Mieczami
- Medal Pamiątkowy za Wojnę 1918–1921
- Croix de Guerre 1939–1945 (Francja)